# Ifigenia (film 1977)
Ifigenia (Ιφιγένεια) è un film greco del 1977 diretto da Michael Cacoyannis. È l'adattamento cinematografico della tragedia di Euripide Ifigenia in Aulide.
Il film si rivelò un grande successo, e rappresentò la Grecia agli Oscar 1978, edizione durante la quale venne candidato all'Oscar per il miglior film straniero.

## Trama
Il film rappresenta la trama dell'Ifigenia in Aulide di Euripide.

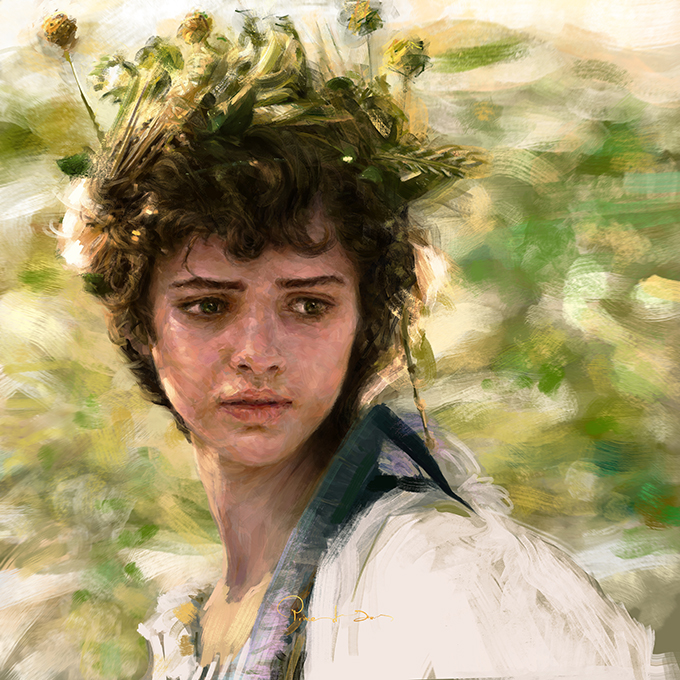
Un dipinto di promozione del film, con la giovane Ifigenia

## Produzione

### Sviluppo
Il film è tratto dalla tragedia Ifigenia in Aulide di Euripide. Fa parte della lunga lista di adattamenti cinematografici realizzati dal regista Michael Cacoyannis di alcuni tra i più importanti miti greci antichi. Infatti il film è stato girato sulla scia di Elettra (1962), e Le troiane (1971).
Inoltre il film segnò il ritorno di Cacoyannis in Grecia dopo la caduta della dittatura dei colonnelli.

### Cast
Il film, come le altre due pellicole sopracitate, vede Irene Papas come protagonista. Inoltre, il film rappresentò il debutto sulle scene dell'attrice Tatiana Papamoschou, all'epoca di soli 13 anni.

### Riprese
Per le scene contenenti la massa dell'esercito acheo comandato da Agamennone, venne utilizzato il reale esercito greco.
Il regista Cacoyannis apportò diverse modifiche alla trama originale di Ifigenia in Aulide per adattarla al cinema moderno, alcune delle quali divergenze significative. Infatti, Cacoyannis eliminò il tradizionale coro originariamente impiegato per spiegare scene chiave, sostituendolo in alcuni casi con un coro di soldati greci. Inoltre, il regista introdusse come dramatis personae Odisseo e l'indovino Calcante, che non erano presenti ma solo menzionati nell'opera originale, per promuovere la trama e dare voce a certi temi.

## Colonna sonora
La colonna sonora del film venne curata da Mikis Theodorakis, grande compositore greco con cui il regista Cacoyannis aveva da tempo avviato un lungo sodalizio. Infatti il compositore aveva già realizzato le colonne sonore di altre pellicole dirette dal regista, quali Elettra, Le troiane e il più famoso Zorba il greco.

## Promozione

### Tagline promozionali
- «To save the lives of thousands, he must sacrifice the most precious of all.»[6]
  - «Per salvare migliaia di vite, deve sacrificare la più preziosa di tutte.»

## Distribuzione
Il film è stato presentato in anteprima mondiale in concorso al Festival di Cannes 1977, e in seguito presentato anche al Toronto International Film Festival. Il film è stato successivamente distribuito nelle sale cinematografiche greche a partire dal 1º ottobre 1977, mentre nel mondo dal 20 novembre seguente.

## Riconoscimenti
- 1978 - Premio Oscar
  - Candidatura per il miglior film straniero (Grecia)[10]
- 1977 - Festival di Cannes
  - Candidatura per la Palma d'oro a Michael Cacoyannis